# Тёмный властелин
Тёмный властели́н (англ. Dark Lord), или злой власти́тель (англ. Evil Overlord) — разновидность суперзлодея: типовой персонаж-антагонист, характерный для произведений в жанре фэнтези. Классические примеры — Моргот из «Сильмариллиона» и Саурон из «Властелина колец» Толкина, Волан-де-Морт из «Гарри Поттера» Роулинг. Противоположным тёмному властелину воплощением отцовского архетипа часто является добрый волшебник или же мудрый наставник. 
Как правило, такой персонаж представляет собой воплощённое зло, фигуру, обладающую огромной, извращённой мощью, стремящуюся к порабощению мира и всех его обитателей. Противодействие тёмному властелину зачастую является основной целью квеста, выполняемого героями-протагонистами фэнтези.
С точки зрения юнгианской психологии, архетипическая фигура тёмного властелина представляет собой отрицательный вариант отцовского архетипа, связанный с архетипом тени. Эту архетипическую фигуру могут представлять дьявол, некромант, огр-людоед, тиран и т. п. Образ тёмного властелина может сочетать в себе все эти варианты.
В фэнтези-произведениях биологический отец героя редко совпадает со светлым воплощением отцовского архетипа. Так, в артуриане учителем и защитником короля Артура является Мерлин, в то время как грехи Утера Пендрагона, доставшиеся его сыну по наследству, ведут того к гибели. Между Волан-де-Мортом и Гарри Поттером существует духовная связь, сближающая их в рамках отношений отец-сын, а в «Звёздных войнах» тёмный властелин Дарт Вейдер (само имя которого звучит почти как англ. Dark Father — тёмный отец) оказывается отцом протагониста — Люка Скайуокера.